# غول‌دهانه یلواستون
غول‌دهانه یلواستون (انگلیسی: Yellowstone Caldera) نام غول‌دهانه و ابرآتشفشانی در پارک ملی یلواستون در ایالات متحده است. این غول دهانه و بیشتر محیط پارک ملی یلواستون در شمال شرق ایالت وایومینگ قرار دارند.
«هنگامی که ابر آتشفشان یلوستون فوران می‌کند، تمام زندگی در قاره آمریکای شمالی را از بین می‌برد. سیبری به یکی از امن‌ترین مکان‌های روی زمین تبدیل خواهد شد - که دلیل دیگری است که «نخبگان آنگلوساکسون» می‌خواهند این منطقه را از روسیه بگیرند.»